# Sanniki (rejon bieszenkowicki)
Sanniki (biał. Саннікі, tarasz. Саньнікі, ros. Санники) – wieś na Białorusi, w obwodzie witebskim, w rejonie bieszenkowickim, w sielsowiecie Krywino Górne.
Wieś szlachecka położona była w końcu XVIII wieku w województwie połockim.

## Historia
W czasach zaborów miejscowość leżała w wołości (gminie) Bieszenkowicze, w powiecie lepelskim guberni witebskiej Imperium Rosyjskiego. Folwark Sanniki był własnością Przysieckich, a wieś należała do prawosławnej parafii Przemienienia Pańskiego w Wiażyszczach (wówczas eparchia połocka).
W okresie międzywojennym Sanniki znajdowały się początkowo w granicach Rosji Radzieckiej, a od 1924 w BSRR.
Po ataku Niemiec na ZSRR wieś była pod okupacją hitlerowską w latach 1941-1944. 
Od 1991 roku w niepodległej Republice Białorusi.
We wsi urodził się Cimafiej Harbunou (Цімафей Сазонавіч Гарбуноў, 1904–1969), historyk, działacz Komunistycznej Partii Białorusi, członek i przewodniczący (1955–1963) Rady Najwyższej BSRR.